# Conferencia de San Remo

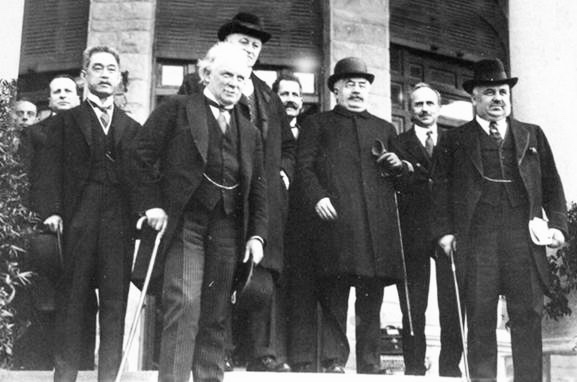
Delegados a la Conferencia

La Conferencia de San Remo fue una conferencia celebrada por los aliados de la Primera Guerra Mundial del 19 al 26 de abril de 1920 en la ciudad italiana de San Remo, en la cual se ratificaron y legalizaron los repartos territoriales que formaron parte de la partición del Imperio otomano, previamente acordados entre Francia y el Reino Unido en el anterior Tratado de Versalles (1919). De esta forma, Siria y Líbano quedaban bajo mandato francés, a la vez que eran separados uno del otro.
Irak, organizado como una monarquía con Feysal I como soberano, quedó bajo el mandato británico de Mesopotamia. Palestina, que quedaba desligada de Siria en confirmación de los compromisos de la declaración Balfour, pasó a estar bajo mandato británico, al igual que Transjordania, que fue separada del resto del territorio unos años después.

## Trasfondo
Durante las reuniones del Consejo de Cuatro en 1919, el primer ministro británico David Lloyd George dijo que la correspondencia Husayn-McMahon fue un tratado obligatorio y que el acuerdo con Husayn ibn Ali, jerife de La Meca, fue la base del Acuerdo Sykes-Picot, lo cual propuso un estado árabe o confederación de estados árabes. En julio de 1919 el parlamento de Gran Siria se negó a admitir cualquier declaración por parte del Gobierno francés sobre cualquier parte del territorio sirio.
El 30 de septiembre de 1918 los partidarios de la rebelión árabe en Damasco declararon un gobierno leal al jerife Husayn, a quien nombraron «Rey de los Árabes» los líderes religiosos y otros en La Meca. El 6 de enero de 1920 el entonces príncipe Faysal I de Irak inició un acuerdo con el primer ministro francés Georges Clemenceau, lo cual reconoció «el derecho de los sirios a gobernarse como una nación independiente». El Congreso Nacional Sirio, reunido en Damasco, declaró un Estado independiente de Siria el 8 de marzo de 1920.